# Hypermilichia colon
Hypermilichia colon là một loài bướm đêm trong họ Noctuidae.